# Partido de aluguel
Partido de aluguel, também chamado de partido naníco é um conceito criado por cientistas políticos brasileiros para classificar os partidos políticos que não possuem ideologia ou mesmo objetivo de vitória eleitoral, mas existem apenas para permitir a seus líderes, muitas vezes laranjas de partidos maiores, obter vantagens pessoais e políticas em troca de garantirem o apoio do partido de aluguel a um ou mais desses partidos maiores.
É difícil e bastante controverso apontar determinado partido como "de aluguel", uma vez que o conceito é amplamente pejorativo. O PRTB já foi apontado como um partido de aluguel na Bahia, o que gerou protestos de um de seus principais nomes, Rogério Tadeu Da Luz.
Um dos propósitos por trás da criação de partidos de aluguel é burlar a fidelidade partidária. Até 2007, não havia uma norma ou entendimento jurídico que proibisse a infidelidade partidária, de modo que parlamentares poderiam a qualquer momento trocar de partido. Naquele ano, uma decisão do TSE, posteriormente ratificada pelo STF, decidiu que parlamentares que trocassem de partido sem justa causa poderiam perder seu mandato, mas entendeu como justa causa para a mudança a criação de um novo partido.
Desta forma, partidos foram criados para permitir que parlamentares eleitos, por exemplo, por um partido oposicionista, pudessem aderir ao governo. Este foi o motivo que levou à criação, por parte de Gilberto Kassab, do PSD. Anos depois, o mesmo Kassab tentou criar um novo partido, com o nome de PL. Como reação a este tipo de movimentação, foi aprovada a Reforma política no Brasil em 2015, que previa a criação de uma janela partidária seis meses antes do fim do mandato dos parlamentares, combinada à impossibilidade de migração para partido recém-criado a qualquer tempo.[carece de fontes?]
A Reforma política de 2017, por sua vez, instituiu a cláusula de barreira e o fim das coligações nas eleições proporcionais, sendo apontada por analista como uma forma de acabar com os partidos de aluguel, ou pelo menos reduzir seus poderes.